# 2010년 동계 올림픽 스키점프
2010년 동계 올림픽 스키점프는 2010년 동계 올림픽 정식 종목으로 2010년 2월 12일부터 22일까지 휘슬러 올림픽 공원에서 열렸다.

## 경기 일정
모든 시간은 태평양 표준시(UTC-8) 기준이다.
| 일정   | 날짜                   | 시작  | 종료  | 종목          | 기타      |
| ------ | ---------------------- | ----- | ----- | ------------- | --------- |
| 1일차  | 2010년 2월 12일 금요일 | 10:00 | 11:05 | 노멀힐 개인전 | 예선      |
| 2일차  | 2010년 2월 13일 토요일 | 9:45  | 11:25 | 노멀힐 개인전 | 결선      |
| 8일차  | 2010년 2월 19일 금요일 | 10:00 | 11:05 | 라지힐 개인전 | 예선      |
| 9일차  | 2010년 2월 20일 토요일 | 11:30 | 13:10 | 라지힐 개인전 | 결선      |
| 11일차 | 2010년 2월 22일 월요일 | 10:00 | 11:55 | 라지힐 단체전 | 예선&결선 |

## 결과

### 메달리스트
| 종목                 | 금                                                                                         | 금     | 은                                                                         | 은     | 동                                                                        | 동     |
| -------------------- | ------------------------------------------------------------------------------------------ | ------ | -------------------------------------------------------------------------- | ------ | ------------------------------------------------------------------------- | ------ |
| 노멀힐 개인전 자세히 | 지몬 아만 · 스위스                                                                         | 276.5  | 아담 마위시 · 폴란드                                                       | 269.5  | 그레고어 슐리렌차워 · 오스트리아                                          | 268.0  |
| 라지힐 개인전 자세히 | 지몬 아만 · 스위스                                                                         | 283.6  | 아담 마위시 · 폴란드                                                       | 269.4  | 그레고어 슐리렌차워 · 오스트리아                                          | 262.2  |
| 라지힐 단체전 자세히 | 오스트리아 · 볼프강 로이츨 · 안드레아스 코플러 · 토마스 모르겐슈테른 · 그레고어 슐리렌차워 | 1107.9 | 독일 · 미하엘 노이마이어 · 안드레아스 방크 · 마르틴 슈미트 · 미하엘 우어만 | 1035.8 | 노르웨이 · 아네르스 바르달 · 톰 힐레 · 요한 레멘 에벤센 · 아네르스 야콥센 | 1030.3 |

## 참가 국가
| 국가       | 개인전 | 팀 |
| ---------- | ------ | -- |
| 오스트리아 | 5      | X  |
| 캐나다     | 4      | X  |
| 체코       | 5      | X  |
| 핀란드     | 5      | X  |
| 프랑스     | 4      | X  |
| 독일       | 5      | X  |
| 이탈리아   | 3      |    |
| 일본       | 5      | X  |
| 카자흐스탄 | 2      |    |
| 대한민국   | 3      |    |
| 노르웨이   | 5      | X  |
| 폴란드     | 5      | X  |
| 러시아     | 5      | X  |
| 슬로베니아 | 5      | X  |
| 스웨덴     | 1      |    |
| 스위스     | 2      |    |
| 우크라이나 | 3      |    |
| 미국       | 3      |    |
| 총:18개국  | 70     | 11 |

3개의 세부종목에 최대 70명까지 참가가 가능하다. 한 국가에서는 5명을 초과해서 선수단을 보낼 수 없다. 한 국가당 각 종목에서는 4명을 초과해서 참가할 수 없다.
개최지인 캐나다는 모든 종목에 선수들이 출전할 수 있다. 어떠한 선수도 예선을 통과하지 못하면 각 종목별로 한 명의 선수가 출전이 가능하다.
국가별 쿼터 배분은 세계 랭킹(WRL)에 의해 시행되며 2008-09, 09-10 월드컵과 대륙간 컵 대회 및 스키 점프 월드컵과 그랑프리 대회 점수로 구성된다. 이것은 1위부터 최대 개최국 캐나다를 포함해서 각 국이 5개의 쿼터를 얻을 때까지 이루어진다. 만약 60개의 쿼터가 12개국 미만에게 주어졌다면 4개의 쿼터를 받은 다음 국가가 쿼터를 대신 받아서 단체전에 출전할 수 있게한다. 모든 쿼터는 개최국 캐나다를 포함해서 최대 70명이 될 때까지 배분된다. 2010년 2월 18일부터 2월 28일까지 진행된다. 밴쿠버 올림픽 조직 위원회에 보이는 마감시한은 2010년 2월 1일까지이다.